# كابياء باتاغونية
كابياء باتاغونية (الاسم العلمي: Dolichotis patagonum) (بالإنجليزية:  Patagonian mara)‏ هو حيوان قارض كبير نسبيًا يوجد في مناطق من الأرجنتين. هذا الحيوان العاشب، يشبه إلى حد كبير الأرنب، ولديه آذان طويلة مميزة وأطراف أمامية طويلة ولكن أطرافه الخلفية أطول منها وبها عضلات أكثر نسبيًا.  ويتبع هذا النوع من الحيوانات جنس كابياء المارا من فصيلة الكابيائية.

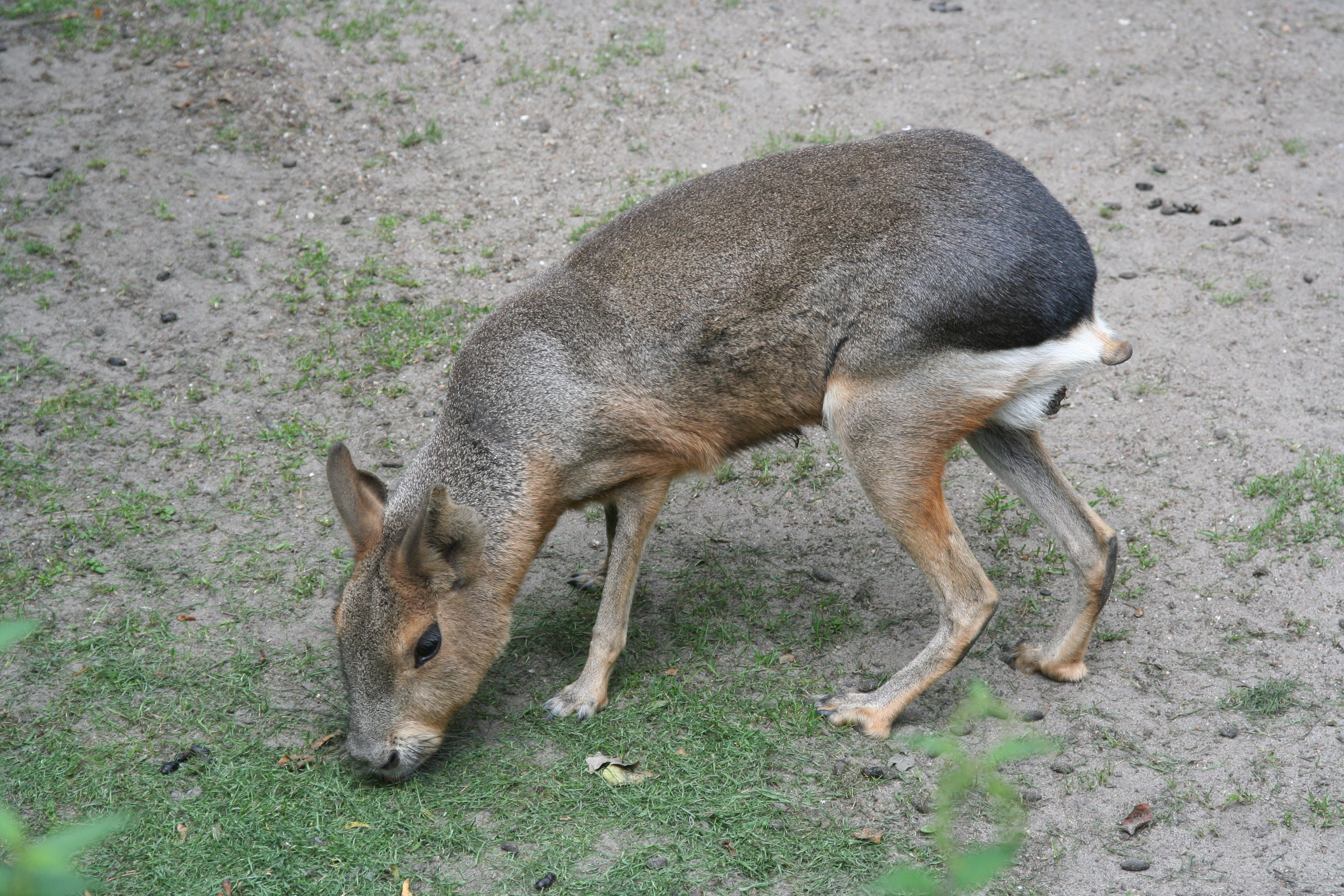